# Тависток-хаус
Тависток-хаус (Тэвисток, Те(й)висток-; англ. Tavistock House) - снесенный в начале 20 века исторический особняк 19 века в столице Великобритании Лондоне на Тавистокской площади (Тависток-сквер) в центральной части города в микрорайоне Блумсбери городского района (боро) Камден, известный тем, что в нем жили и творили видные деятели культуры, включая писателя Чарльза Диккенса (с 1851г. по 1860г.) и французского композитора Шарля Гуно. Дом снесен в начале 20 века, и на его месте стоит часть здания Британской медицинской ассоциации.
Территория была застроена вскоре после 1806 г. девелопером
Джеймсом Бёртоном, и он во время застройки района, вероятно, жил в этом доме.

## Диккенс в Тависток-хаус

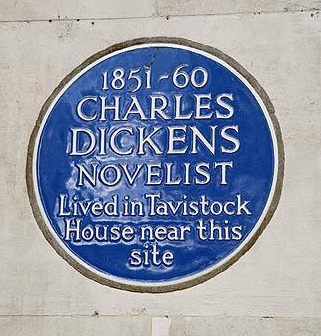
Мемориальная доска (синяя табличка) на здании Британской медицинской ассоциации в память проживания писателя Чарльза Диккенса поблизости в Тависток-хаус

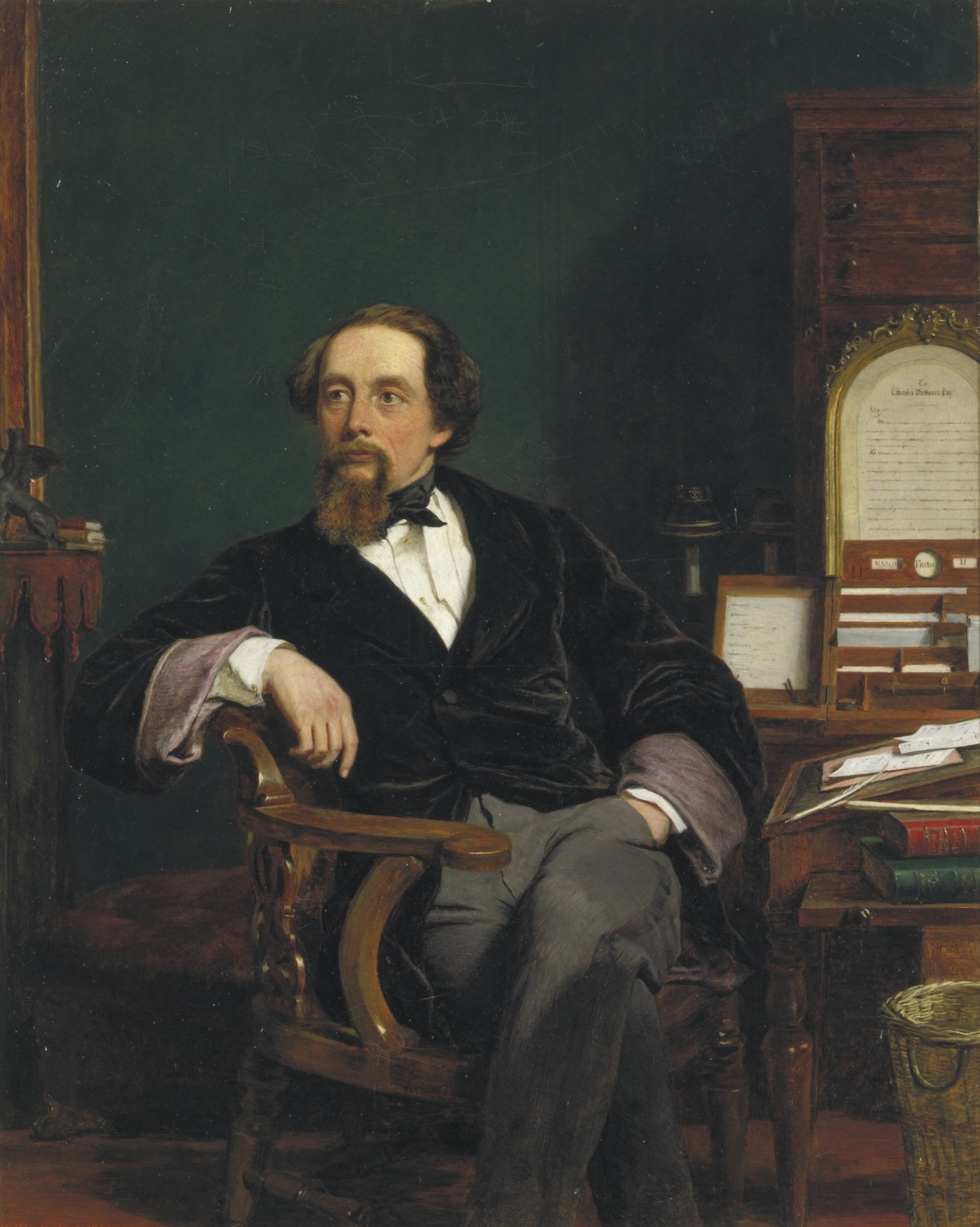
Чарльз Диккенс в своем кабинете. 1859г. Портрет работы Уильяма Пауэлла Фрита

В этом доме Диккенс написал целый ряд своих произведений и превратил учебную комнату (school-room) особняка в маленький театр, где проходили постановки.
Здесь написаны "Холодный дом", "Тяжёлые времена", 
"Крошка Доррит", "Повесть о двух городах".

## Другие известные жильцы
Найдя другое жилье, Диккенс передал право пользования домом еврейской чете Дэвис (Eliza and James Phineas Davis), дочь которых Мириам Изабель Дэвис (1856 – 20 февраля 1927)  стала известной художницей, картины которой были выставлены и в Королевской Академии художеств, и на парижском Салоне. Она была известна как автор натюрмортов с цветами, а также портретов и жанровых сцен. Выпускница Школы искусств Блумсбери. Ее мать Элиза некоторое время переписывалась с Диккенсом сначала по поводу дома, а затем выражая недовольство тем, что в романе "Приключения Оливера Твиста" главный отрицательный герой Фейгин - еврей. Первая выставка Мириам состоялась в 1882г. в Обществе дам-художниц.